# Rhéa (lune)
Pour les articles homonymes, voir Rhéa.
Rhéa est un satellite naturel de Saturne, le deuxième plus grand satellite de la planète par la taille après Titan. Il fut découvert en 1672 par l'Italien, naturalisé français, Jean-Dominique Cassini.

## Historique

### Découverte
Elle fut découverte en 1672 par Giovanni Domenico Cassini.

### Nom
Cassini nomma les quatre satellites de Saturne qu'il découvrit (Japet, Téthys, Dioné et Rhéa) Sidera Lodoicea (« les étoiles de Louis » en latin) en l'honneur du roi Louis XIV de France. Titan, découvert par Christian Huygens presque trente ans plus tôt, avait été désigné simplement Saturni Luna (« lune de Saturne »). Les astronomes prirent l'habitude de les désigner par des numéros : Saturne I à Saturne V. Après la découverte de Mimas et Encelade en 1789, cette numérotation fut étendue à Saturne VII, puis Saturne VIII après celle d'Hypérion en 1848.
Le nom actuel de ces sept satellites fut suggéré par John Herschel (fils de William Herschel, découvreur de Mimas et Encelade en 1789) lorsqu'il proposa en 1847 que les désignations numériques soient remplacées par les noms de Titans, frères et sœurs de Cronos (équivalent de Saturne dans la mythologie grecque). Rhéa était la femme de Cronos ; lasse de ce que celui-ci dévore ses enfants, elle lui fit avaler un rocher afin de sauver son fils Zeus.

## Caractéristiques physiques

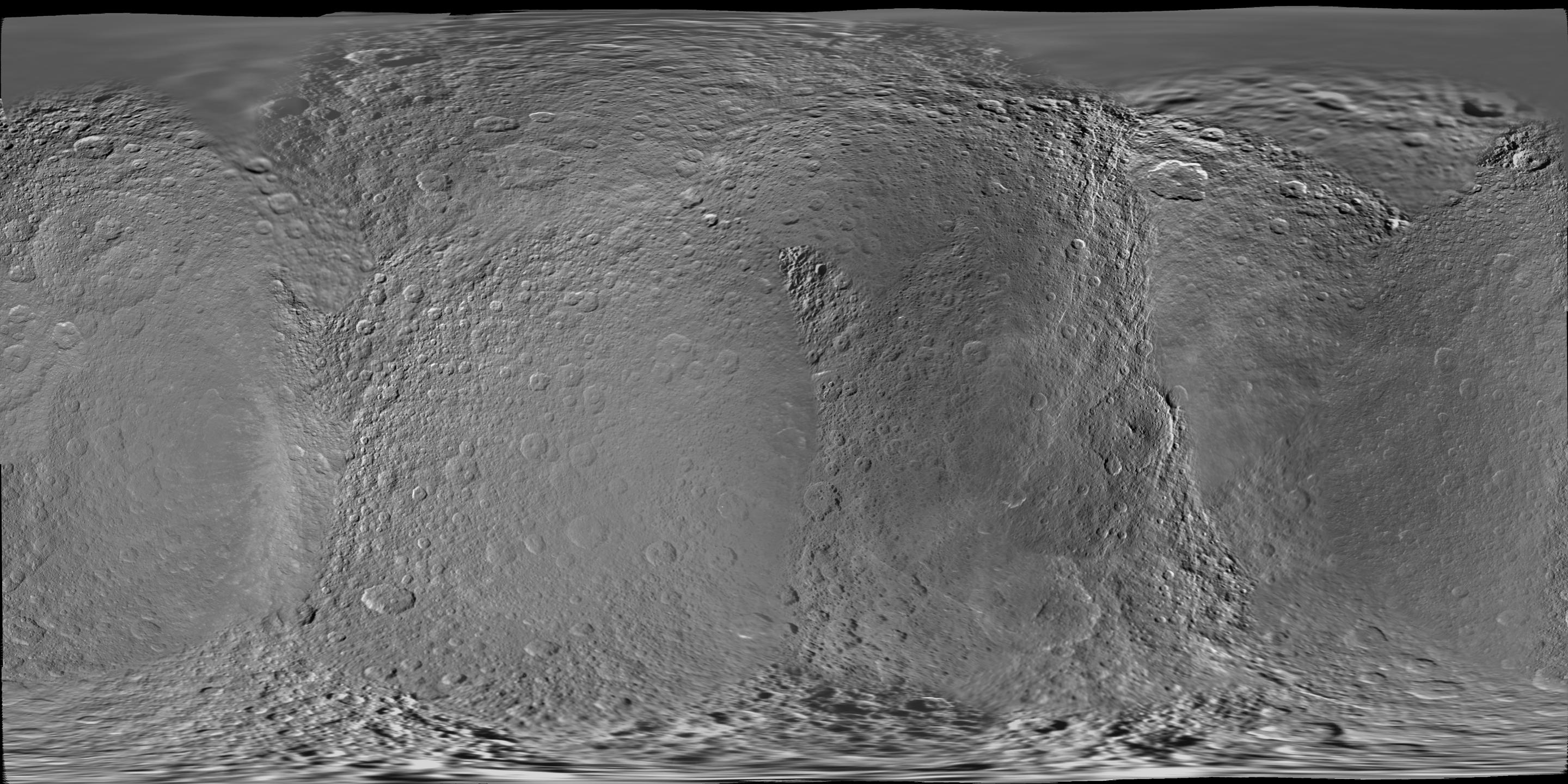
Cartographie de Rhéa.

Rhéa est un corps glacé d'une masse volumique d'environ 1 233 kg m−3. Cette faible valeur suggère qu'il est composé d'environ 25 % de roches (masse volumique : 3 250 kg m−3) et 75 % de glace d'eau (masse volumique : 1 000 kg m−3). Initialement, il était supposé que Rhéa possédait un noyau rocheux en son centre. Cependant, des mesures du moment d'inertie axial effectuées lors d'un survol de la sonde Cassini ont mis en évidence une valeur plus compatible avec un intérieur homogène (et une éventuelle compression de la glace au centre),, l'existence d'un noyau rocheux impliquant une valeur de ce moment d'inertie axial. La forme générale de Rhéa concorde avec l'idée d'un corps homogène en équilibre hydrostatique.
Les caractéristiques de Rhéa sont semblables à celles de Dioné, avec des hémisphères avant et arrière différenciés, ce qui laisse supposer une composition et une histoire similaires. La température à la surface de Rhéa est de -174 °C au soleil, et de -200 °C à -220 °C à l'ombre.

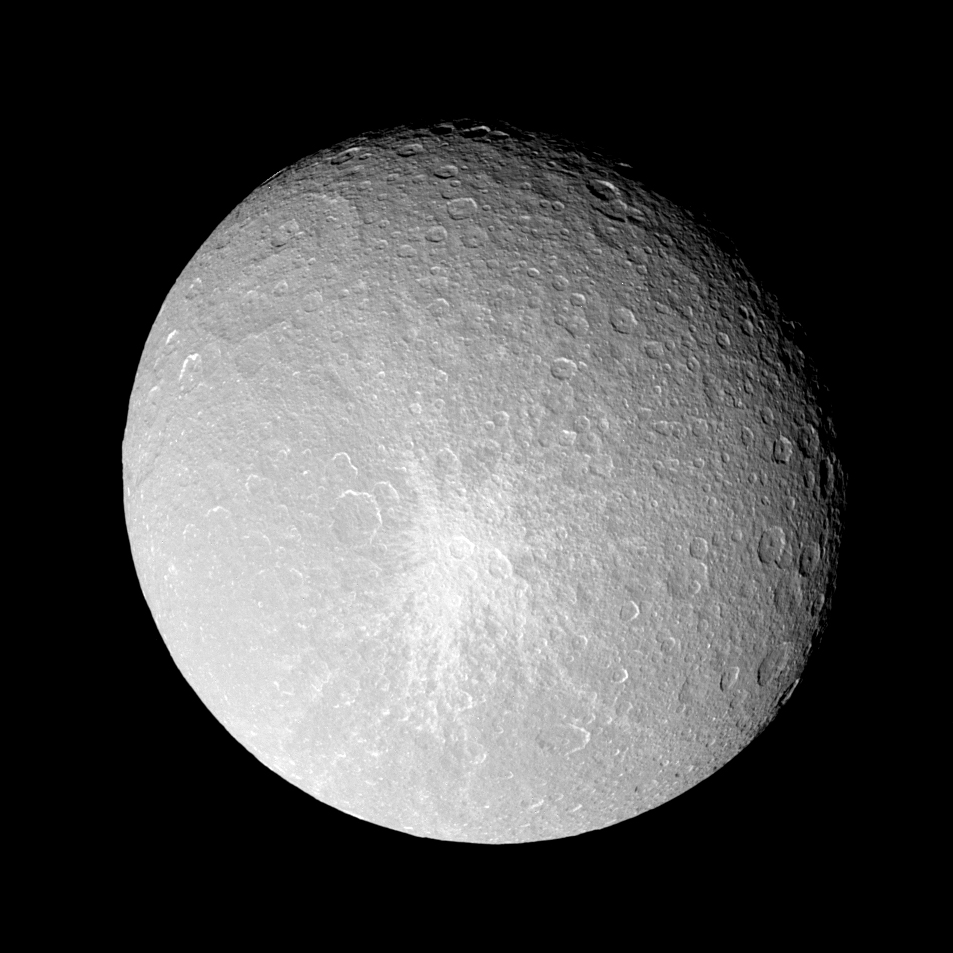
Rhéa et le cratère Inktomi de couleur claire.

Rhéa est fortement cratérisée et sa surface est parcourue de marques claires. Celle-ci peut être divisée en deux zones géologiques différenciées par la densité des cratères : la première zone comprend des cratères de plus de 40 km de diamètre, alors que la seconde, en partie dans les régions polaires et équatoriales, est couverte de cratères de moins de 40 km de diamètre. Cela indiquerait qu'un événement majeur résultant en un resurfaçage a eu lieu durant sa formation.
L'hémisphère avant est fortement cratérisé et uniformément clair. Comme Callisto, les cratères sont dépourvus des structures au relief marqué présents sur la Lune et Mercure. L'hémisphère arrière présente un réseau de traînées claires sur un fond sombre, et peu de cratères. Ces traînées pourraient être de la matière éjectée de volcans de glace alors que Rhéa était encore liquide sous la surface.

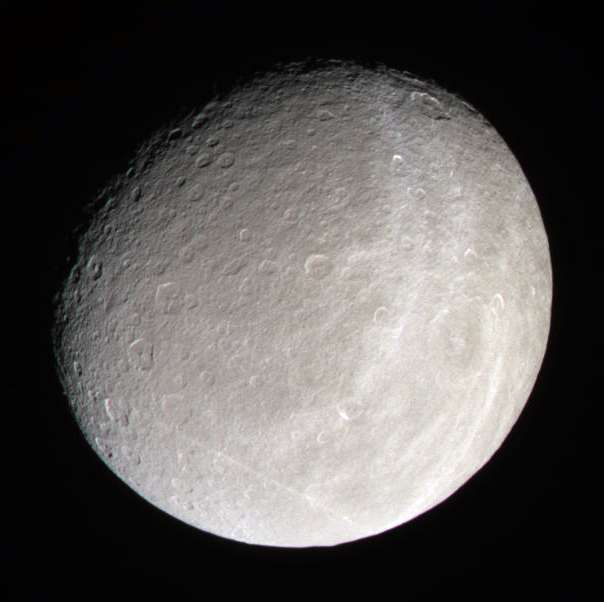
Vue en couleurs de l'hémisphère arrière de Rhéa par Cassini.
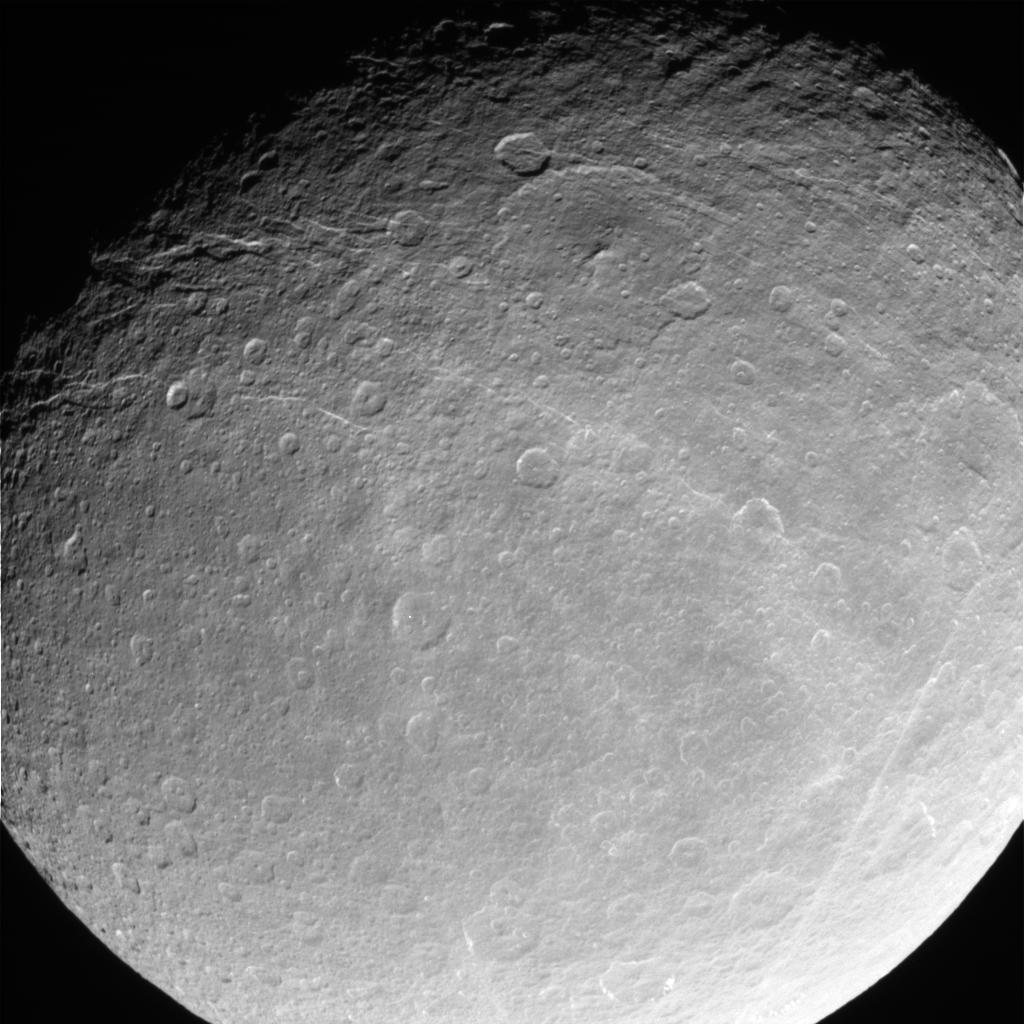
Image en plus haute résolution, montrant notamment des falaises de glace.
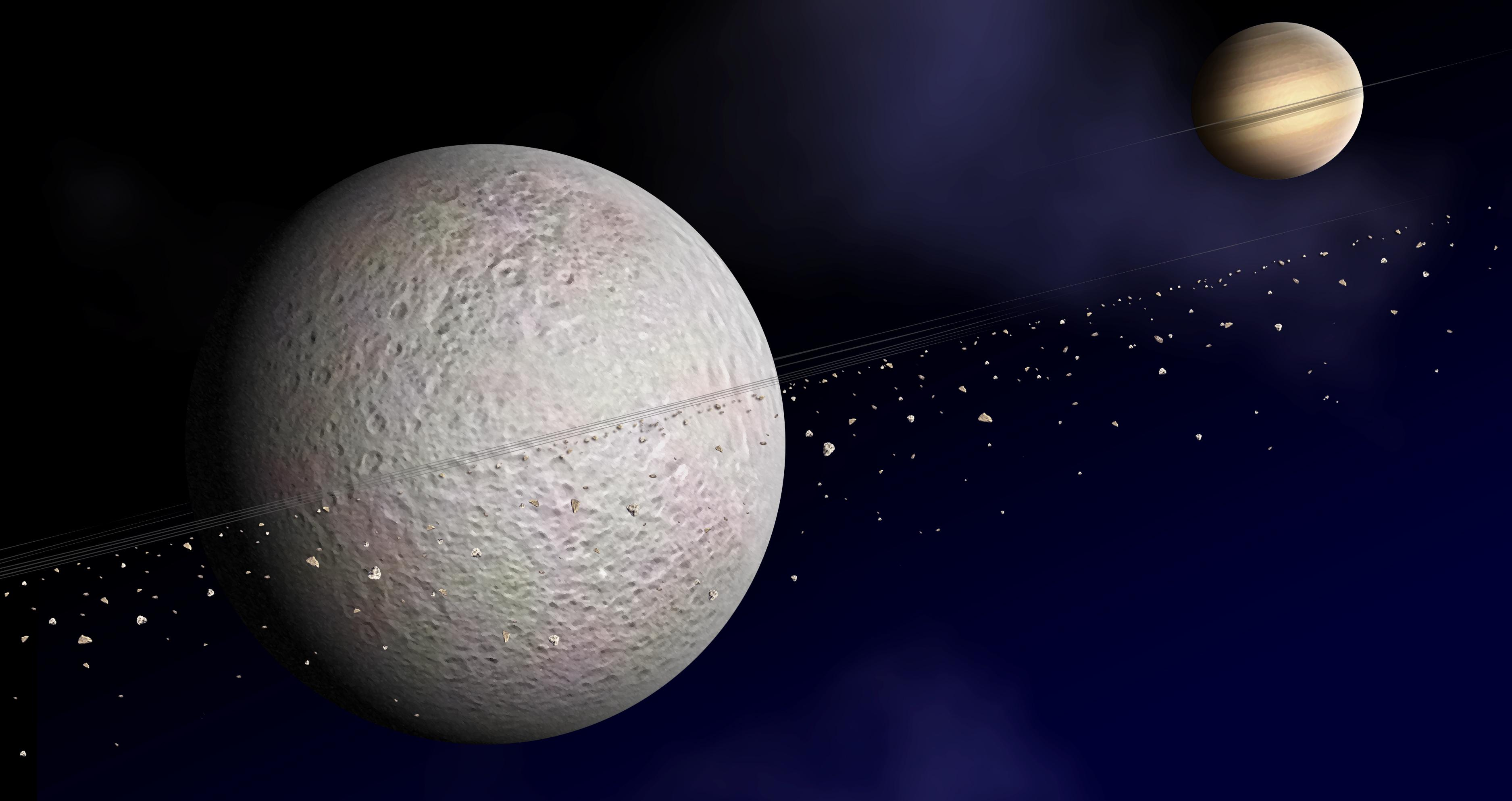
Une vue d'artiste des possibles anneaux de Rhéa.
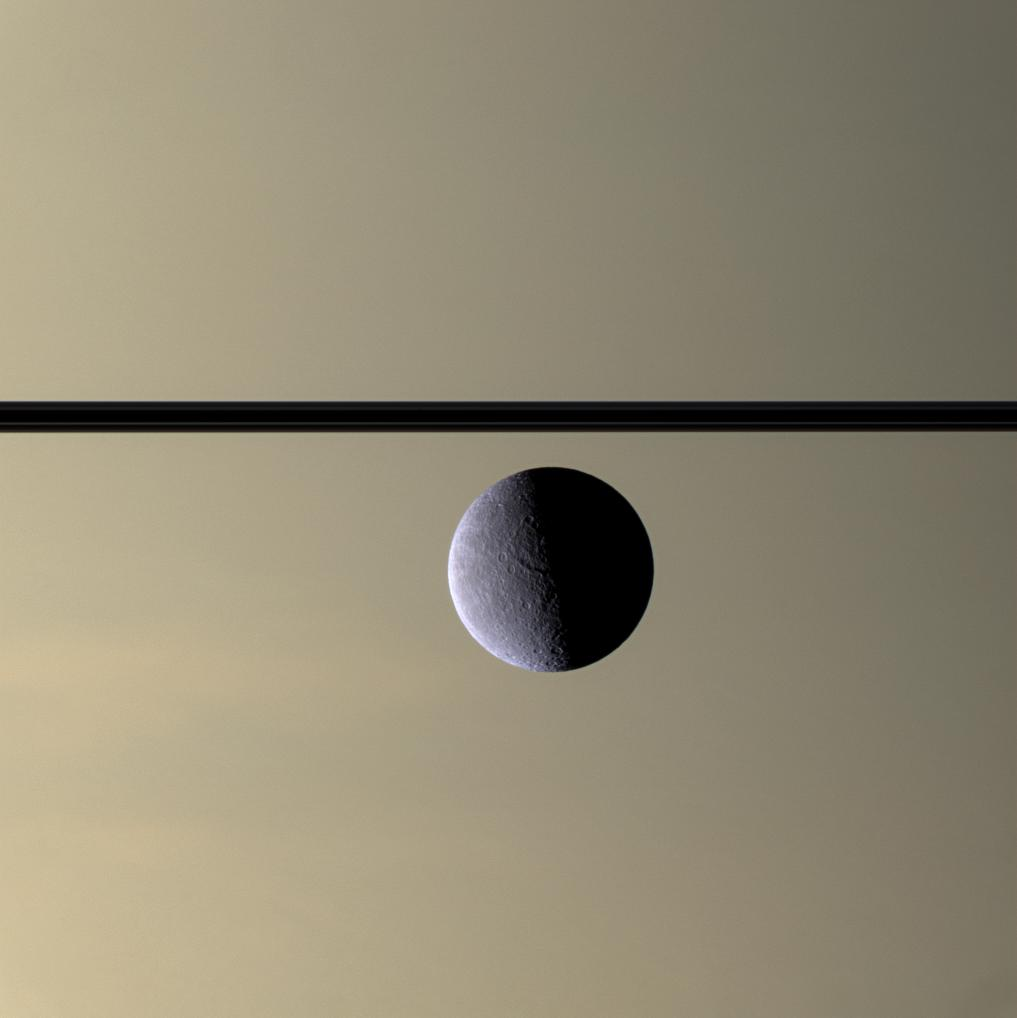
Rhea devant Saturne prise par Cassini.

## Toponymie
Les formations remarquables de la surface du satellite ont été nommées d'après des emprunts aux divers mythes de la genèse du monde.
On trouve ainsi : Faro (divinité soudanaise de l’eau), Ormazd (Iran), Izanami et Izanagi (couple primordial japonais), Qat (Mélanésie), Tirawa (Amérindiens)...

## Anneaux
Le 6 mars 2008, la sonde Cassini a rapporté des données selon lesquelles un disque de matière orbiterait autour de Rhéa. L'existence des anneaux a été déduite de la modification du flux d'électrons piégés par le champ magnétique de Saturne lorsque Cassini est passée à proximité de Rhéa,. Les poussières et débris semblent s'étendre à l'extérieur de la sphère de Hill de Rhéa, mais sont plus denses près de la lune et contiendraient trois fins anneaux d'une densité encore plus élevée. Toutefois, lors d'une campagne d'observation sous plusieurs angles par la sonde Cassini, aucune trace de ces anneaux n'a pu être observée, ce qui indique qu'une autre explication doit être trouvée pour expliquer le phénomène.

## Exploration
La première sonde spatiale à avoir pris des photographies de Rhéa fut Voyager 1, en novembre 1980.
Rhéa a été survolée à plusieurs reprises par la sonde Cassini. Le 17 janvier 2006, la sonde a effectué un survol distant et a pris des photographies en meilleure résolution que précédemment et sous une lumière plus rasante. Ces images semblent indiquer que les raies de Rhéa sont des falaises de glace similaires à celles de Dioné.
Cassini a effectué plusieurs campagnes photographiques de Rhéa à moyenne distance. Un survol proche fut programmé pendant la mission primaire, à la distance de 500 km, le 26 novembre 2005. Un survol proche additionnel fut réalisé le 30 août 2007 à 5 750 km de distance. Un troisième survol a eu lieu le 2 mars 2010, à 100 km d'altitude, dans le cadre de la mission Equinox au cours duquel de l'oxygène fut détecté dans l'atmosphère de la lune.